# Hadropygos rhombos
Hadropygos rhombos är en insektsart som beskrevs av Gonzon och Bartlett 2007. Hadropygos rhombos ingår i släktet Hadropygos och familjen sporrstritar. Inga underarter finns listade i Catalogue of Life.